# Aleksander Bosak
Aleksander „Alex“ Bosak (* 14. August 1993) ist ein polnischer Automobilrennfahrer. Er startete 2015 in der GP3-Serie.

## Karriere
Bosak begann seine Motorsportkarriere 2007 im Kartsport, in dem er bis 2011 aktiv blieb. 2012 wechselte Bosak in die alpine Formel Renault zu One Racing. Er beendete seine Debütsaison im Formelsport auf dem 39. Platz. Darüber hinaus nahm er für One Racing an einem Rennen der nordeuropäischen Formel Renault teil. 2013 wechselte Bosak innerhalb der alpinen Formel Renault zu SMP Racing by Koiranen GP. Er verbesserte sich auf den 30. Platz in der Fahrerwertung. Darüber hinaus startete er für AV Formula zu drei Veranstaltungen der nordeuropäischen Formel Renault und absolvierte für verschiedene Teams sechs Gaststarts im Formel Renault 2.0 Eurocup. Anfang 2014 nahm Bosak an der Florida Winter Series teil. Dabei war ein fünfter Platz sein bestes Ergebnis. Anschließend bestritt Bosak für das Prema Powerteam seine dritte Saison in der alpinen Formel Renault. Er schloss die Saison auf dem elften Gesamtrang ab. Darüber hinaus absolvierte er für das Prema Powerteam zwei Gaststarts im Formel Renault 2.0 Eurocup.
2015 wechselte Bosak zu Arden International in die GP3-Serie. Er beendete die Saison auf dem 20. Gesamtrang.

## Statistik

### Karrierestationen
| - 2007–2011: Kartsport - 2012: Alpine Formel Renault (Platz 39) - 2012: Nordeuropäische Formel Renault (Platz 51) | - 2013: Alpine Formel Renault (Platz 30) - 2013: Nordeuropäische Formel Renault (Platz 39) - 2014: Florida Winter Series | - 2014: Alpine Formel Renault (Platz 11) - 2015: GP3-Serie (Platz 20) |

### Einzelergebnisse in der GP3-Serie
| Jahr | Team                | 1   | 2   | 3   | 4   | 5   | 6   | 7   | 8   | 9   | 10  | 11  | 12  | 13  | 14  | 15  | 16  | 17  | 18  | Punkte | Rang |
| ---- | ------------------- | --- | --- | --- | --- | --- | --- | --- | --- | --- | --- | --- | --- | --- | --- | --- | --- | --- | --- | ------ | ---- |
| 2015 | Arden International | ESP | ESP | AUT | AUT | GBR | GBR | HUN | HUN | BEL | BEL | ITA | ITA | RUS | RUS | BRN | BRN | UAE | UAE | 4      | 20.  |
| 2015 | Arden International | 19  | 23  | 16  | 15  | 14  | 16  | 17  | 19  | 8   | DNF | 15  | DNF | DNF | 20  | DNF | 16  | 18  | 23  | 4      | 20.  |